# 戦車第3連隊
戦車第3連隊（せんしゃだい3れんたい、戦車第三聯隊）は、大日本帝国陸軍の戦車連隊のひとつ。
前身は、1933年（昭和8年）10月1日に久留米で編成され、関東軍の独立混成第1旅団に所属していた戦車第3大隊であり、1937年（昭和12年）7月に盧溝橋事件が発生すると独立混成第1旅団は華北に派遣されたが、戦車第3大隊は満州に残りこの間の8月1日に連隊に改編された。

## 概要
連隊に改編後当初は引き続き独立混成第1旅団に所属していたが、1938年（昭和13年）8月12日に独立混成第1旅団は廃止され、新設の第1戦車団に所属した。
さらに1942年（昭和17年）6月24日に戦車第1師団が創設されると同師団戦車第2旅団隷下となり満州に在った。
その後、1944年（昭和19年）3月31日には戦車第1師団の指揮下を離れ華中に派遣、第11軍に編入され大陸打通作戦に参戦した。

## ノモンハン事件
1939年（昭和14年）5月にノモンハン事件が起こると、関東軍は戦車を中心に各種部隊を増強して反撃する計画を立て、所属していた第1戦車団基幹の安岡支隊(第1戦車団長安岡正臣中将指揮)が編成され、本連隊も戦車第4連隊とともに基幹部隊としてこれに加わった。
当初の計画では、工兵部隊の架けた橋を通りハルハ河西岸に渡り敵の背後を断って撃滅する予定であったが、工兵が用意できた橋は演習用の器材を使った貧弱なもので戦車部隊は渡ることができず、歩兵部隊が西岸に渡って退路を遮断し東岸に残った戦車部隊が北から攻撃をかけ敵を殲滅するよう作戦が変更された。作戦は7月1日に始まり、7月2日夜に戦車第4連隊が夜襲をかけ攻撃は成功をおさめたが戦局に影響するほどのものではなかった。翌3日に本連隊は敵防御陣地に対する正面攻撃を行い主力の中戦車13両と軽装甲車5両を損失、さらに連隊長の吉丸清武大佐も戦死するという多大な損害を被った。
一方、第23師団の第23歩兵団を基幹とする歩兵部隊は、7月2日にハルハ河の渡河を始めたがソ連増援軍が3日に戦場に到着、増援のソ連装甲部隊の砲撃により大損害を受け3日午後には次第に戦況は不利となった。このため、同行し作戦指導にあたっていた関東軍参謀副長矢野音三郎少将が撤退を指示、同夜ハルハ河東岸に戻った。その後、第23師団は7月5日朝から攻撃を再開したが、7月10日の攻撃に失敗し戦線は膠着状態に陥った。また戦車部隊はこれ以上の損耗が許されないため、7月26日に帰還命令が出された。

## 大陸打通作戦
1944年（昭和19年）4月、第11軍に編入され岳州に着き第58師団に配属された本連隊は、道なき道、燃料の不足、敵機の跳梁に悩まされ、夜間行軍を強いられながらも、長沙から衡陽・全県そして桂林へと進出した。
配属された第58師団が主攻を勤めた大陸打通作戦第二段湘桂作戦の桂林作戦では、11月10日0830時に桂林城の攻撃を開始、第2中隊と工兵小隊の連携で敵の猛烈な砲火をかいくぐり対戦車壕の爆破に成功、これによって第4中隊が壕に突入、軟弱な土砂のため這い上がることができず、陥没戦車の引き上げに手間取るなどしたが、連隊は全力をあげて歩兵部隊の突撃を支援した。
長時間にわたる激戦で疲労の色の濃い中国軍は夜間に入って退却を開始し、第58師団は桂林城内に突入し占領を果した。

## 歴代連隊長
| 代 | 氏名                 | 在任期間              | 備考                                |
| -- | -------------------- | --------------------- | ----------------------------------- |
| 1  | 山崎右吉（陸士20期） | 1937.8.10 - 1937.9.15 |                                     |
| 2  | 山路秀男（陸士25期） | 1937.9.23 -           |                                     |
| 3  | 吉丸清武（陸士26期） | 1939.1.31 - 7.3       | 中佐、1939.3.大佐、戦死し少将に特進 |
| 4  | 生駒林一（陸士28期） | 1939.7.6 -            | 中佐                                |
| 5  | 工藤良一（陸士30期） | 1941.11.12 -          |                                     |
| 末 | 田幡武（陸士30期）   | 1943.1.21 -           |                                     |